# Liste von Skeptikern und Skeptikervereinigungen
Diese Liste führt die wichtigsten Vereinigungen der Skeptikerbewegung und eine Auswahl von ehemaligen und aktiven Mitgliedern auf.
Skeptikervereinigungen sind auf europäischer Ebene im European Council of Skeptical Organisations (ECSO), einer 1995 gegründeten Dachorganisation, organisiert. Im deutschsprachigen Raum ist die Gesellschaft zur wissenschaftlichen Untersuchung von Parawissenschaften (GWUP) die wichtigste Skeptikerorganisation.
| Name                                                                                                  | Land        | Gründung | Publikationsorgan                   | wichtige Mitglieder                               |
| --- | ----------- | -------- | ----------------------------------- | ------------------------------------------------- |
| CSICOP                                                                                                | USA         | 1976     | Skeptical Inquirer                  | Paul Kurtz                                        |
| Australian Skeptics                                                                                   | Australien  | 1982     | The Skeptic                         | Barry Williams                                    |
| GWUP                                                                                                  | Deutschland | 1987     | Skeptiker                           | Amardeo Sarma                                     |
| Skeptiker Schweiz – Verein für kritisches Denken                                                      | Schweiz     | 2012     |                                     |                                                   |
| Skeptics Society                                                                                      | USA         | 1991     | Skeptic                             | Michael Shermer                                   |
| JREF                                                                                                  | USA         | 1995     |                                     | James Randi                                       |
| NESS New England Skeptical Society                                                                    | USA         | 1996     | The Skeptics' Guide to the Universe |                                                   |
| ISS Irish Skeptics Society                                                                            | Irland      | 2002     | Skeptical Times                     | Philip Marmaros                                   |
| Skepchick International                                                                               | USA         | 2006     | Skepchick Magazine                  | Rebecca Watson                                    |
| ISC Israel Skeptics Society                                                                           | Israel      |          |                                     | Philip Marmaros                                   |
| SKEPP Studiekring voor Kritische Evaluatie van Pseudo-wetenschap en het Paranormale                   | Belgien     |          |                                     | W. Betz, Etienne Vermeersch                       |
| Comité Para Comité Belge pour l'Investigation Scientifique des Phénomènes Réputés Paranormaux         | Belgien     |          |                                     | J. Dommanget                                      |
| SISYFOS Ceský klub skeptiku SISYFOS                                                                   | Tschechien  |          |                                     | Ivan David                                        |
| Skepsis The Finnish association of skeptics                                                           | Finnland    |          |                                     | Matias Aunola                                     |
| AFIS - Association française pour l'information scientifique                                          | Frankreich  |          |                                     |                                                   |
| OZ Observatoire Zététique                                                                             | Frankreich  |          |                                     | Paul-Eric Blanrue                                 |
| Union Rationaliste                                                                                    | Frankreich  |          |                                     | Jean-Paul Krivine                                 |
| Zetetics Laboratory of the University of Nice                                                         | Frankreich  |          |                                     | Henri Broch                                       |
| ASKE The Association for Skeptical Enquiry                                                            | GB          |          |                                     |                                                   |
| CICAP Comitato Italiano per il Controllo delle Affermazioni sul Paranormale                           | Italien     |          |                                     | Massimo Polidoro                                  |
| Stichting Skepsis                                                                                     | Niederlande |          |                                     | Rob Nanninga                                      |
| ARP-SAPC Alternativa Racional a las Pseudosciencias – Sociedad para el Avance del Pensamiento Crítico | Spanien     |          |                                     | Carlos Telleria                                   |
| Círculo Escéptico                                                                                     | Spanien     |          |                                     | Fernando L. Frías                                 |
| VoF Föreningen Vetenskap och Folkbildning                                                             | Schweden    |          |                                     |                                                   |
| Argentina Skeptics                                                                                    | Argentinien |          |                                     | Juan De Gennaro, Enrique Marquez, Alejandro Borgo |
| Opção Racional                                                                                        | Brasilien   |          |                                     | Luis Gutman                                       |
| JAPAN Japan Anti-Pseudoscience Activities Network                                                     | Japan       |          |                                     | Ryutarou Minakami                                 |
| Japan Skeptics                                                                                        | Japan       |          |                                     | Jun Jugaku                                        |
| Alberta Skeptics                                                                                      | Kanada      |          |                                     | Heidi Lloyd-Price                                 |
| British Columbia Skeptics                                                                             | Kanada      |          |                                     | Lee Moller                                        |
| Manitoba Skeptics                                                                                     | Kanada      |          |                                     | Contact John Toews                                |
| Ontario Skeptics                                                                                      | Kanada      |          |                                     | Eric McMillan                                     |
| Sceptiques du Quebec                                                                                  | Kanada      |          |                                     | Jean Ouellette                                    |
| CAST China Association for Science and Technology                                                     | China       |          |                                     | Shen Zhenyu                                       |
| Chinese Skeptics Circle                                                                               | China       |          |                                     | Wu Xianghong                                      |
| IPPEC-CR Iniciativa para la Promoción del Pensamiento Crítico                                         | Costa Rica  |          |                                     | Adolfo Solano                                     |
| Association of Independent Danish Skeptics                                                            | Dänemark    |          |                                     | Mogens Winther                                    |
| Prociencia                                                                                            | Ecuador     |          |                                     | Gabriel Trueba                                    |
| Hong Kong Skeptics                                                                                    | Hong Kong   |          |                                     | Kevin Ward                                        |
| Hungarian Skeptics                                                                                    | Ungarn      |          |                                     | Gyula Bencze                                      |
| Indian Skeptics                                                                                       | Indien      |          |                                     | Basava Premanand                                  |
| Indian Rationalist Association                                                                        | Indien      | 1949     |                                     | Sanal Edamaruku                                   |
| Maharashtra Superstition Irradication Committee                                                       | Indien      |          |                                     | Narendra Dabholkar                                |
| Dravidar Kazhagam                                                                                     | Indien      |          |                                     | K. Veeramnani                                     |
| KCIAP Kazakhstan Commission for Investigation of Anomalous Phenomena                                  | Kasachstan  |          |                                     | Sergey Efimov                                     |
| Institute for African Ecology and Philosophy                                                          | Kenia       |          |                                     | Boaz Adhengo                                      |
| Korea PseudoScience Awareness                                                                         | Korea       |          |                                     | Gun-Il Kang                                       |
| SOMIE Mexican Association for Skeptical Research                                                      | Mexiko      |          |                                     | Mario Mendez-Acosta                               |
| New Zealand Skeptics                                                                                  | Neuseeland  |          |                                     | Vicki Hyde                                        |
| CIPSI-PERU Comite de Investigaciones de lo Paranormal lo Seudocientifico y lo irracional              | Peru        |          |                                     | Manuel Abraham                                    |
| Biuletyn Sceptyczny                                                                                   | Polen       |          |                                     | Adam Pietrasiewicz                                |
| CEPO                                                                                                  | Portugal    |          |                                     | Ludwig Krippahl                                   |
| ARIP Association for the Rational Investigation of the Paranormal                                     | Südafrika   |          |                                     | Marian Laserson                                   |
| SOCRATES                                                                                              | Südafrika   |          |                                     | Leon Retief                                       |
| Sri Lanka Rationalist Association                                                                     | Sri Lanka   |          |                                     | Dushyantha Samaiasinghe                           |
| Perspective                                                                                           | Ukraine     |          |                                     | Oleg G. Bakhtiarov                                |
| Independent Investigations Group                                                                      | USA         |          |                                     |                                                   |
| Bay Area Skeptics                                                                                     | USA         |          |                                     | Eugenie C. Scott                                  |
| East Bay Skeptics Society                                                                             | USA         |          |                                     | Daniel Sabsay                                     |
| SORT Sacramento Organization for Rational Thinking                                                    | USA         |          |                                     |                                                   |
| Sacramento Skeptics Society                                                                           | USA         |          |                                     | Terry Sandbek                                     |
| SDARI San Diego Association for Rational Inquiry                                                      | USA         |          |                                     |                                                   |
| NCAS National Capital Area Skeptics                                                                   | USA         |          |                                     | D.W. Denman                                       |
| Tampa Bay Skeptics                                                                                    | USA         |          |                                     |                                                   |
| The Sagan Society of the University of Georgia                                                        | USA         |          |                                     |                                                   |
| Midwest Committee for Rational Inquiry                                                                | USA         |          |                                     | Danielle Kafka                                    |
| REALL Rational Examination Association of Lincoln Land                                                | USA         |          |                                     | Bob Ladendorf                                     |
| Indiana Skeptics                                                                                      | USA         |          |                                     | Robert Craig                                      |
| Central Iowa Skeptics                                                                                 | USA         |          |                                     | Rob Beeston                                       |
| Kentucky Association of Science Educators and Skeptics                                                | USA         |          |                                     |                                                   |
| BR-PRISM Baton Rouge Proponents of Rational Inquiry and Scientific Methods                            | USA         |          |                                     | Dick Schroth                                      |
| SINE Skeptical Inquirers of New England                                                               | USA         |          |                                     | Laurence Moss                                     |
| Great Lakes Skeptics                                                                                  | USA         |          |                                     | Carol Lynn                                        |
| Minnesota Skeptics                                                                                    | USA         |          |                                     | Robert W. McCoy                                   |
| SKEPTIC St. Kloud ESP Teaching Investigation Committee                                                | USA         |          |                                     | Jerry Mertens                                     |
| Kansas City Committee for Skeptical Inquiry                                                           | USA         |          |                                     | Verle Muhrer                                      |
| Montana Rationalists and Skeptics Network                                                             | USA         |          |                                     |                                                   |
| New Mexicans for Science & Reason                                                                     | USA         |          |                                     | David E. Thomas                                   |
| Central New York Skeptics                                                                             | USA         |          |                                     | Bill Busher                                       |
| ISUNY Inquiring Skeptics of Upper New York                                                            | USA         |          |                                     | Michael Sofka                                     |
| NYASk New York Area Skeptics                                                                          | USA         |          |                                     | Wayne Tytell                                      |
| Western New York Skeptics                                                                             | USA         |          |                                     | Tim Madigan                                       |
| Carolina Skeptics                                                                                     | USA         |          |                                     | Eric Carlson                                      |
| South Shore Skeptics                                                                                  | USA         |          |                                     |                                                   |
| Association for Rational Thought                                                                      | USA         |          |                                     | Roy Auerbach                                      |
| O4R Oregonians for Rationality                                                                        | USA         |          |                                     | George Slusher                                    |
| PICP Paranormal Investigating Committee of Pittsburgh                                                 | USA         |          |                                     | Richard Busch                                     |
| PhACT Philadelphia Association for Critical Thinking                                                  | USA         |          |                                     | Ray Haupt                                         |
| Rationalists of East Tennessee                                                                        | USA         |          |                                     |                                                   |
| HAST Houston Association for Scientific Thinking                                                      | USA         |          |                                     | Darrell Kachilla                                  |
| NTS North Texas Skeptics                                                                              | USA         |          |                                     | John Blanton                                      |
| The Society for Sensible Explanations                                                                 | USA         |          |                                     |                                                   |
| West Virginians for Science and Reason                                                                | USA         |          |                                     | Shawn K. Stover                                   |
| AREV Asociación Racional Escéptica de Venezuela                                                       | Venezuela   |          |                                     | Sami Rozenbaum                                    |